# Diadegma moraguesi
Diadegma moraguesi är en stekelart som först beskrevs av Joseph Kriechbaumer 1894.  Diadegma moraguesi ingår i släktet Diadegma och familjen brokparasitsteklar. Inga underarter finns listade i Catalogue of Life.